# Liczba Abbego

Diagram zależności współczynnika załamania od liczby Abbego

Liczba Abbego – jedna z liczb podobieństwa, używana w fizyce i optyce, charakteryzująca stosunek refrakcji do dyspersji materiału. Liczbowo równa jest odwrotności zdolności rozszczepiającej (dyspersji względnej), zatem zdefiniowana jest wzorem:
{\displaystyle V={\frac {n_{D}-1}{n_{F}-n_{C}}},}
gdzie {\displaystyle n_{D},n_{F},n_{C}} to współczynniki załamania materiału dla poszczególnych linii Fraunhofera, odpowiednio:
- żółtej linii sodu D o długości 589,2 nm,
- niebieskiej linii wodoru F – 486,1327 nm,
- czerwonej linii wodoru C – 656,2816 nm.

Im liczba Abbego jest większa, tym dyspersja materiału mniejsza.
Liczba ta nazwę swą zawdzięcza niemieckiemu fizykowi Ernstowi Abbemu.

## Zastosowanie
Liczba Abbego jest używana do klasyfikacji szkieł i innych materiałów optycznie przejrzystych. Typowe wartości liczby Abbego mieszczą w zakresie od 20 dla szkieł ołowiowych, do 65 dla szkła crown i 85 dla szkła fluorytowego.
W przypadkach potrzeby określenia własności materiałów dla danej długości fali świetlnej wprowadza się definicje liczby Abbego w oparciu o inne długości fal.
Wartość {\displaystyle V_{d}} wyrażona jest wzorem:
{\displaystyle V_{d}={\frac {n_{d}-1}{n_{F}-n_{C}}},}
który określa liczbę Abbego w odniesieniu do żółtej linii d (lub D3) helu na 587,5618 nm. Określa się także dla zielonej linii e rtęci – 546,073 nm:
{\displaystyle V_{e}={\frac {n_{e}-1}{n_{F'}-n_{C'}}},}
gdzie {\displaystyle F'} i {\displaystyle C'} są odpowiednio niebieską (480,0 nm) i czerwoną linią kadmu (643,8 nm).
Poniższa tabela zawiera listę długości fal i ich oznaczeń, na podstawie których określane są liczby Abbego:
| Długość fali [nm] | Symbol Fraunhofera | Źródło światła | Kolor     |
| ----------------- | ------------------ | -------------- | --------- |
| 365,01            | i                  | Hg             | UV        |
| 404,66            | h                  | Hg             | fioletowy |
| 435,84            | g                  | Hg             | niebieski |
| 479,99            | F′                 | Cd             | niebieski |
| 486,13            | F                  | H              | niebieski |
| 546,07            | e                  | Hg             | zielony   |
| 587,56            | d                  | He             | żółty     |
| 589,3             | D                  | Na             | żółty     |
| 643,85            | C′                 | Cd             | czerwony  |
| 656,27            | C                  | H              | czerwony  |
| 706,52            | r                  | He             | czerwony  |
| 768,2             | A′                 | K              | czerwony  |
| 852,11            | s                  | Cs             | IR        |
| 1013,98           | t                  | Hg             | IR        |